# Rhabdomastix wilsoniana
Rhabdomastix wilsoniana là một loài ruồi trong họ Limoniidae. Chúng phân bố ở miền Australasia.